# Jorge Cohen
Jorge Cohen es un productor de cine angoleño. Es más conocido como productor de películas aclamadas por la crítica como  Alambamento, Luanda 24/7 y Ar Condicionado.

## Biografía
Cohen nació en 1986 en Luanda, Angola. En 2009, se trasladó a Portugal y completó una maestría en Administración de Empresas de la Universidad Católica de Lisboa. Luego se mudó a Inglaterra y obtuvo otra maestría en Industrias Creativas y Culturales Globales de SOAS, Universidad de Londres en 2018.

## Carrera
En 2009, realizó su primera producción Alambamento, un cortometraje el cual recibió elogios de la crítica. Tras el éxito de Alambmento, se convirtió en cofundador de la productora 'Geração 80' en 2010. Posteriormente realizó varios cortometrajes entre los que destacan: Luanda 24/7, Havemos de Voltar y 1999 además de documentales como Triângulo e Independência dirigido por Mário Bastos. Independência ganó el premio al Mejor Documental en el Festival Internacional de Cine de Cameron y fue Selección Oficial en el Festival Internacional de Cine de Durban, Festival de Cine Africano de Luxor y Festival de Cine Panafricano.
Su película Triângulo de 2013 fue una coproducción entre Angola, Brasil y Portugal. En 2014, produjo el documental de televisión Afripedia Angola, coproducción entre Suecia y Angola. En 2017 produjo el documental El Último País que fue dirigido por la directora cubana Gretel Marín. La película también fue seleccionada para la Selección Oficial del Festival de Ámsterdam 2017. En 2020, realizó su primer largometraje de ficción, Aire acondicionado.

## Filmografía
| Año  | Película           | Papel                         | Género                              | Ref. |
| ---- | ------------------ | ----------------------------- | ----------------------------------- | ---- |
| 2011 | Alambamento        | Productor en línea            | Cortometraje                        |      |
| 2011 | Luanda 24/7        | Productor ejecutivo, escritor | Cortometraje                        |      |
| 2013 | Triângulo          | Productor                     | Documental                          |      |
| 2014 | Afripedia Angola   | Productor ejecutivo           | Documental en serie para televisión |      |
| 2015 | Independência      | Productor                     | Documental                          |      |
| 2017 | El Último País     | Productor ejecutivo           | Documental                          |      |
| 2017 | Havemos de Voltar  | Productor                     | Cortometraje                        |      |
| 2018 | 1999               | Productor asociado            | Cortometraje                        |      |
| 2020 | Aire acondicionado | Productor                     | Película                            |      |